# Lipówki (Mazovie)
Pour les articles homonymes, voir Lipówki.
Lipówki (prononciation : [liˈpufki]) est un village polonais de la gmina de Pilawa dans le powiat de Garwolin de la voïvodie de Mazovie dans le centre-est de la Pologne.
Il se situe à environ 2 kilomètres à l'set de Pilawa (siège de la gmina), 9 kilomètres au nord-ouest de Garwolin (siège du powiat) et à 48 kilomètres au sud-est de Varsovie (capitale de la Pologne).
Le village possède approximativement une population de 750 habitants.

## Histoire
De 1975 à 1998, le village appartenait administrativement à la voïvodie de Siedlce.